# Élections partielles québécoises de 2025
Les élections partielles québécoises de 2025 se tiennent au cours de l'année 2025 pour remplacer des députés de l'Assemblée nationale du Québec, qui ont quitté leur poste au cours de l'année 2024 ou 2025.

## Terrebonne
L'élection partielle dans la circonscription électorale de Terrebonne se tient le 17 mars 2025, à la suite de la démission, le 5 septembre 2024, du député Pierre Fitzgibbon. Elle est remportée par Catherine Gentilcore, candidate du Parti québécois.

### Sommaire
| Comté et parti gagnant | Comté et parti gagnant | Comté et parti gagnant | Comté et parti gagnant | Taux de participation | Taux de participation | Taux de participation | Taux de participation | % de voix | % de voix       | % de voix       | % de voix       |
| Comté et parti gagnant | Comté et parti gagnant | Comté et parti gagnant | Comté et parti gagnant | %                     | Changement (pp)       | Changement (pp)       | Changement (pp)       | %         | Changement (pp) | Changement (pp) | Changement (pp) |
| ---------------------- | ---------------------- | ---------------------- | ---------------------- | --------------------- | --------------------- | --------------------- | --------------------- | --------- | --------------- | --------------- | --------------- |
| Terrebonne             |                        | Parti québécois        | Gagné                  | 37.3                  | −33.9                 |                       |                       | 52.8      | 33.9            |                 | 33.9            |

### Contexte
La circonscription de Terrebonne est représentée depuis 2018 par Pierre Fitzgibbon. Lors des élections de 2022, il avait obtenu 49,4 % des votes avec une majorité de 12 925 voix.  Fitzgibbon, qualifié de « super ministre » dans le gouvernement Legault, assumait les postes de ministre de l'Économie, de l'Innovation et de l'Énergie, ministre responsable du Développement économique régional et ministre responsable de la Métropole et de la région de Montréal. Il justifie sa démission par une perte de motivation.
Le premier ministre François Legault déclenche l'élection partielle le 11 février 2025, soit plus de cinq mois après la démission du député. Il devait la déclencher au plus tard le 5 mars.
Malgré les résultats obtenus par Fitzgibbon dans la circonscription aux élections de 2022, la descente dans les sondages de la Coalition avenir Québec et la montée du Parti québécois à l'échelle de la province font que, lors du déclenchement de l'élection, le Parti québécois est donné largement en tête dans les intentions de vote.

### Candidats
Candidatures déposées auprès du DGEQ au terme de la période de mise en candidature le 1er mars 2025 à 14 h 00 :
- Parti québécois : Catherine Gentilcore, présidente du parti choisie par le chef du parti, Paul St-Pierre Plamondon[3].
- Coalition avenir Québec : Alex Gagné, président et fondateur d’À deux pas de la réussite, un organisme qui lutte contre le décrochage scolaire[4].
- Parti libéral du Québec : Virginie Bouchard, présidente régionale du parti dans Lanaudière[5].
- Québec solidaire : Nadia Poirier, candidate du parti dans la circonscription à l'élection de 2022[6].
- Parti conservateur du Québec : Ange-Claude Bigilimana, ingénieur, candidat du parti dans Mille-Îles en 2022[7].
- Climat Québec : Benoit Beauchamp
- Parti culinaire du Québec : Jean-Louis Thémis
- Union nationale (version 2020) : Eric Bernier
- Parti accès propriété et équité : Shawn Lalande McLean

### Résultats
| Parti                  | Parti                           | Candidat               | Votes  | %     | Maj.  |  |
| ---------------------- | ------------------------------- | ---------------------- | ------ | ----- | ----- |  |
|                        | Parti québécois                 | Catherine Gentilcore   | 11 935 | 52,76 | 5 427 |  |
|                        | CAQ                             | Alex Gagné             | 6 508  | 28,77 |       |  |
|                        | Libéral                         | Virginie Bouchard      | 1 848  | 8,17  |       |  |
|                        | Québec solidaire                | Nadia Poirier          | 1029   | 4,55  |       |  |
|                        | Conservateur                    | Ange Claude Bigilimana | 845    | 3,74  |       |  |
|                        | Climat Québec                   | Benoit Beauchamp       | 169    | 0,75  |       |  |
|                        | Parti culinaire                 | Jean-Louis Thémis      | 145    | 0,64  |       |  |
|                        | Union nationale                 | Eric Bernier           | 95     | 0,42  |       |  |
|                        | Parti accès propriété et équité | Shawn Lalande McLean   | 48     | 0,21  |       |  |
|                        |                                 |                        |        |       |       |  |
| Votes valides          | Votes valides                   | Votes valides          | 22 622 | 98,72 |       |  |
| Votes blancs et nuls   | Votes blancs et nuls            | Votes blancs et nuls   | 293    | 1,28  |       |  |
| Total                  | Total                           | Total                  | 22 915 | 100   |       |  |
| Abstention             | Abstention                      | Abstention             | 38 536 | 62,71 |       |  |
| Inscrits/Participation | Inscrits/Participation          | Inscrits/Participation | 61 451 | 37,29 |       |  |

### Suites
Le 19 mars 2025, la candidate de Québec solidaire Nadia Poirier fait des reproches à son parti sur la plateforme Reddit, affirmant qu'aucun élu de la formation de gauche n'était présent à ses côtés lors de la soirée électorale. Poirier dit également qu'aucun député solidaire ne l'a aidée au cours de sa campagne dans la circonscription de Terrebonne, hormis Ruba Ghazal une fois « pour une bière solidaire ». 
Le 1er juin 2025, Nadia Poirier annonce qu'elle quitte Québec solidaire et adhère au Parti québécois.

## Arthabaska
L'élection partielle dans la circonscription électorale de d'Arthabaska se tient le 11 août 2025,, à la suite de la démission, le 18 mars 2025, du député Eric Lefebvre, pour briguer les suffrages à l'élection fédérale de 2025 pour le Parti conservateur du Canada. Elle est remportée par Alex Boissonneault, candidat du Parti québécois.

### Contexte
La circonscription d'Arthabaska a très souvent voté pour le parti qui a formé le gouvernement depuis les années 1950, mais à partir de 2012, avec l'élection de Sylvie Roy, elle a constamment voté pour la Coalition avenir Québec. La mort de Sylvie Roy, en 2016, entraîne l'organisation d'une élection partielle, dans laquelle Eric Lefebvre est élu pour la première fois, loin devant ses adversaires, avec 44 %. Celui-ci est réélu en 2018, avec 61,8 % des voix. Il obtient le poste parlementaire de whip en chef. Lefebvre est ensuite réélu en 2022, avec 51,7 %, en baisse, avec notamment la montée du Parti conservateur, qui a augmenté son score à l'échelle nationale. En 2024, il siège comme indépendant, en indiquant sa volonté de vouloir faire campagne avec le Parti conservateur du Canada lors de la prochaine élection fédérale.

### Candidats
- Parti québécois : Alex Boissonneault, journaliste
- Coalition avenir Québec : Keven Brasseur
- Équipe autonomiste : Louis Chandonnet
- Parti conservateur du Québec : Éric Duhaime
- Québec solidaire : Pascale Fortin
- Parti libéral du Québec : Chantale Marchand[15]
- Climat Québec : Trystan Martel
- Union nationale : Eric Simard
- Denis Gagné: Indépendant
- Arpad Nagy: Indépendant

### Rappel des résultats de 2022
|                                                                                               | Nom                     | Parti            | Nombre de voix | %      | Maj.   |
| --------------------------------------------------------------------------------------------- | ----------------------- | ---------------- | -------------- | ------ | ------ |
|                                                                                               | Eric Lefebvre (sortant) | Coalition avenir | 23 447         | 51,7 % | 12 260 |
|                                                                                               | Tarek Henoud            | Conservateur     | 11 187         | 24,7 % | -      |
|                                                                                               | Mario Beauchesne        | Parti québécois  | 4 538          | 10 %   | -      |
|                                                                                               | Pascale Fortin          | Québec solidaire | 4 179          | 9,2 %  | -      |
|                                                                                               | Luciana Arantes         | Libéral          | 1 702          | 3,8 %  | -      |
|                                                                                               | Trystan Martel          | Climat Québec    | 256            | 0,6 %  | -      |
| Total                                                                                         | Total                   | Total            | 45 309         | 100 %  |        |
| Le taux de participation lors de l'élection était de 74,1 % et 720 bulletins ont été rejetés. |                         |                  |                |        |        |

### Résultats
| Parti                  | Parti                  | Candidat               | Votes  | %     | Maj.  |  |
| ---------------------- | ---------------------- | ---------------------- | ------ | ----- | ----- |  |
|                        | Parti québécois        | Alex Boissonneault     | 17 327 | 46,37 | 4 246 |  |
|                        | Conservateur           | Éric Duhaime           | 13 081 | 35,01 |       |  |
|                        | Libéral                | Chantale Marchand      | 3 481  | 9,32  |       |  |
|                        | CAQ                    | Keven Brasseur         | 2 693  | 7,21  |       |  |
|                        | Québec solidaire       | Pascale Fortin         | 548    | 1,47  |       |  |
|                        | Climat Québec          | Trystan Martel         | 96     | 0,26  |       |  |
|                        | Union nationale        | Eric Simard            | 55     | 0,15  |       |  |
|                        | Équipe autonomiste     | Louis Chandonnet       | 31     | 0,08  |       |  |
|                        | Indépendant            | Denis Gagné            | 29     | 0,08  |       |  |
|                        | Indépendant            | Arpad Nagy             | 24     | 0,06  |       |  |
|                        |                        |                        |        |       |       |  |
| Votes valides          | Votes valides          | Votes valides          | 37 365 | 98,95 |       |  |
| Votes blancs et nuls   | Votes blancs et nuls   | Votes blancs et nuls   | 398    | 1,05  |       |  |
| Total                  | Total                  | Total                  | 37 763 | 100   |       |  |
| Abstention             | Abstention             | Abstention             | 25 197 | 40,02 |       |  |
| Inscrits/Participation | Inscrits/Participation | Inscrits/Participation | 62 960 | 59,98 |       |  |